# 科索沃甲組足球聯賽
科索沃甲組足球聯賽是科索沃的第二級別足球聯賽。共有20支球隊參加，分2組進行比賽。